# 川本達
川本 達（かわもと とおる、1858年（安政元年5月） - 1940年（昭和15年）1月24日）は、日本の政治家、衆議院議員（1期）。

## 経歴
対馬国下県郡府中今屋敷町(のち長崎県下県郡厳原町、現・対馬市)生まれ。漢学を学ぶ。厳原町会議員、下県郡会議員、長崎県会議員、上県郡仁田村(のち上県町、現・対馬市)、下県郡雞知村(のち雞知町→美津島町、現・対馬市)各村長、第百二国立銀行頭取、対馬漁業組合頭取、対馬汽船会社社長となる。
1892年の第2回衆議院議員総選挙において長崎6区から中央交渉会で立候補して当選、対立候補とは1票差の11票だった。衆議院議員を1期務め、1894年3月の第3回衆議院議員総選挙は不出馬。1940年に死去した。